# Волчёнки
Волчёнки — деревня в Наро-Фоминском районе Московской области, центр сельского поселения Волчёнковское. В деревне числятся 2 улицы и 1 садовое товарищество, действуют средняя общеобразовательная школа и детский сад № 53. До 2006 года Волчёнки входили в состав Афанасьевского сельского округа.
Деревня расположена в юго-западной части района, у истока безымянного левого притока Протвы, примерно в 2,5 км к юго-востоку от города Верея, высота центра над уровнем моря 204 м. Ближайшие населённые пункты — Самород в 1,7 км на восток и на западе: Ковригино в 1 км, Пафнутовка и Афанасьево — в 2 км.

## Этимология
Название происходит от слова "волк". Раньше здесь было много волков.

## Население
| 2002 | 2006 | 2010  |
| ---- | ---- | ----- |
| 794  | ↗889 | ↗1135 |